# SA-Feldpolizei
SA-Feldpolizei (Fepo, od października 1933 – SA-Feldjägerkorps, pol. Policja Polowa SA, później Korpus Strzelców Polowych SA) – jednostka specjalna policji, podległa oddziałom SA (Sturmabteilung) i działająca na terenie III Rzeszy w latach 1933–1936.

## Historia
SA-Feldpolizei zostało założone po rozwiązaniu jednostek o nazwie SA-Hilfpolizei, 22 lutego 1933. Fundatorem i inicjatorem nowej jednostki był ówczesny minister spraw wewnętrznych – Hermann Göring. W październiku 1933 nazwa jednostki została przemianowana na SA-Feldjägerkorps. Jednostka ta miała wspierać regularne oddziały policji na terenie III Rzeszy w walce z przeciwnikami politycznymi.
Dokładne umiejscowienie komendy głównej SA-Feldpolizei nie jest do końca jasne. Jednakże najbardziej znaną komendą (kwaterą główną) SA jest komenda położona na ulicy Friedrichstraße 234. Inną (przypuszczalną) była General Pape-Straße z więzieniem SA. Znanymi dowódcami byli m.in. Walter Fritsch, Wolf-Heinrich von Helldorf, Karl Ernst oraz Georg von Detten. W kwietniu 1933 oddziały SA-Feldpolizei rozpoczęły współpracę z Gestapo.
11 sierpnia 1933 – Ernst Röhm wydał specjalne pismo do władz SA, w którym napisał odnośnie do rozszerzenia oddziałów tej policji. Następnie w październiku 1933, za pośrednictwem Najwyższego dowództwa SA, oddziały zostały przemianowane na SA-Feldjägerkorps (FJK). Po przemianowaniu rozpoczęto organizowanie nowej żandarmerii wojskowej, która miała interweniować tylko na terenach Rzeszy Niemieckiej.
Tuż po przemianowaniu korpusy SA-Feldjägerkorps liczyły 2000 członków, z czego 200 w stolicy. Ustanowienie nowej żandarmerii wojskowej miało na celu podniesienie „walorów” policji w nazistowskich Niemczech oraz utworzenie nowej, lepszej jednostki, wspomagającej Gestapo i oddziały SS.